# Енн-Марі Еклунд Левіндер

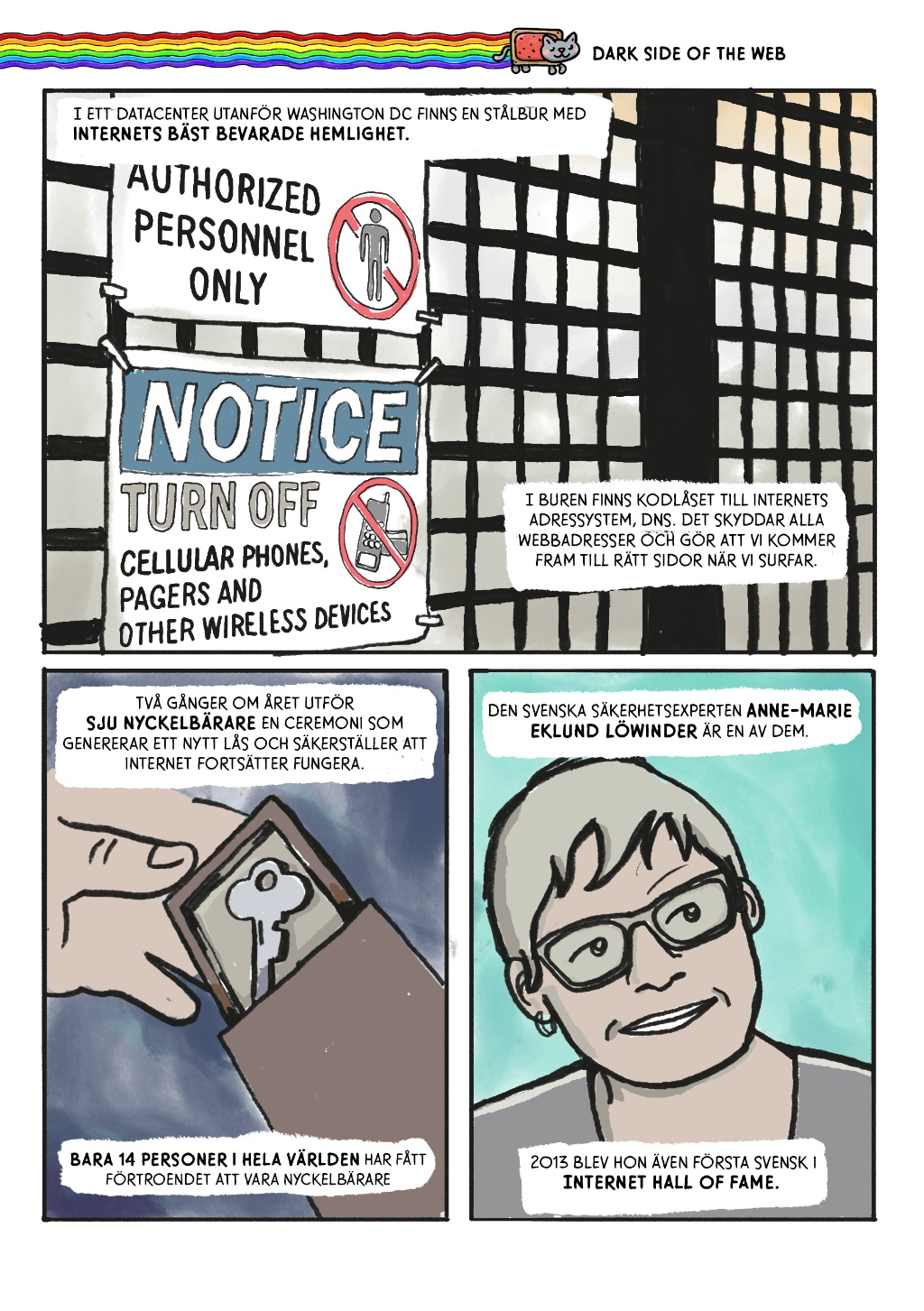
Ілюстрація Енн-Марі Еклунд Левіндер і «ключ до Інтернету» в історії Інтернету.

Моніка Анн-Марі (Anne-Marie) Еклунд Левіндер (Amel) (нар. 26 вересня 1957, Стокгольм, Швеція) — шведський інформатик, інтернет-експерт.
Енн-Марі Еклунд Левіндер пройшла підготовку з системних наук у Стокгольмському університеті. Вона працювала слідчим у Державному казначействі і була членом секретаріату четвертої комісії з інформаційних технологій.
З 2001 року керує безпекою на IIS в Стокгольмі. Вона є членом правління Ради європейських національних реєстрів доменів верхнього рівня, Інституту правової інформатики та Товариства мережевих користувачів Швеції.
Енн-Марі Еклунд Левіндер є однією з семи експертів з безпеки в Інтернеті. Вона є довіреним представником спільноти та крипто-офіцером, тобто має ключ до одного з двох центрів обробки даних, створених в ICANN (Internet Corporation for Assigned Names and Numbers) у 2010 році, яка підтримує ідентифікаційний захист для DNS-адресного реєстру і Інтернет в кореневій зоні, у відповідності зі доменною системою імен (специфікація в DNSSEC (Extensions Security System)). Її робота над цим була відображена в 2016 році в документальному фільмі «Nyckeln til internet» під керівництвом Саймона Клозе.

## Нагороди
У 2013 році Енн-Марі Еклунд Левіндер стала першим шведом, який був обраний в Інтернет-зал слави. Мотивація заявила, що вона сприяла Швеції як першій в світі, яка в домені верхнього рівня захищає свою зону системою безпеки DNSSEC, що є способом визначити, що адреси вебсайтів дійсно приводять відвідувача до потрібного місця. Це сталося вже у 2005 році.
В інтерв'ю 2014 року вона сказала: «Я повинна визнати, що люблю інтернет. Це частина інженерного мистецтва, яку ми повинні захоплювати. А щоб зробити свій внесок у безпечне місце, я відчуваю себе добре». Разом з Лейфом Йохансоном і Пітером Летбергом вона також була частиною фонду TU-stiftelsen, який керує Netnod.
Еклунд Левіндер отримала ступінь доктора комп'ютерних наук у Стокгольмському університеті.